# Корвейське абатство

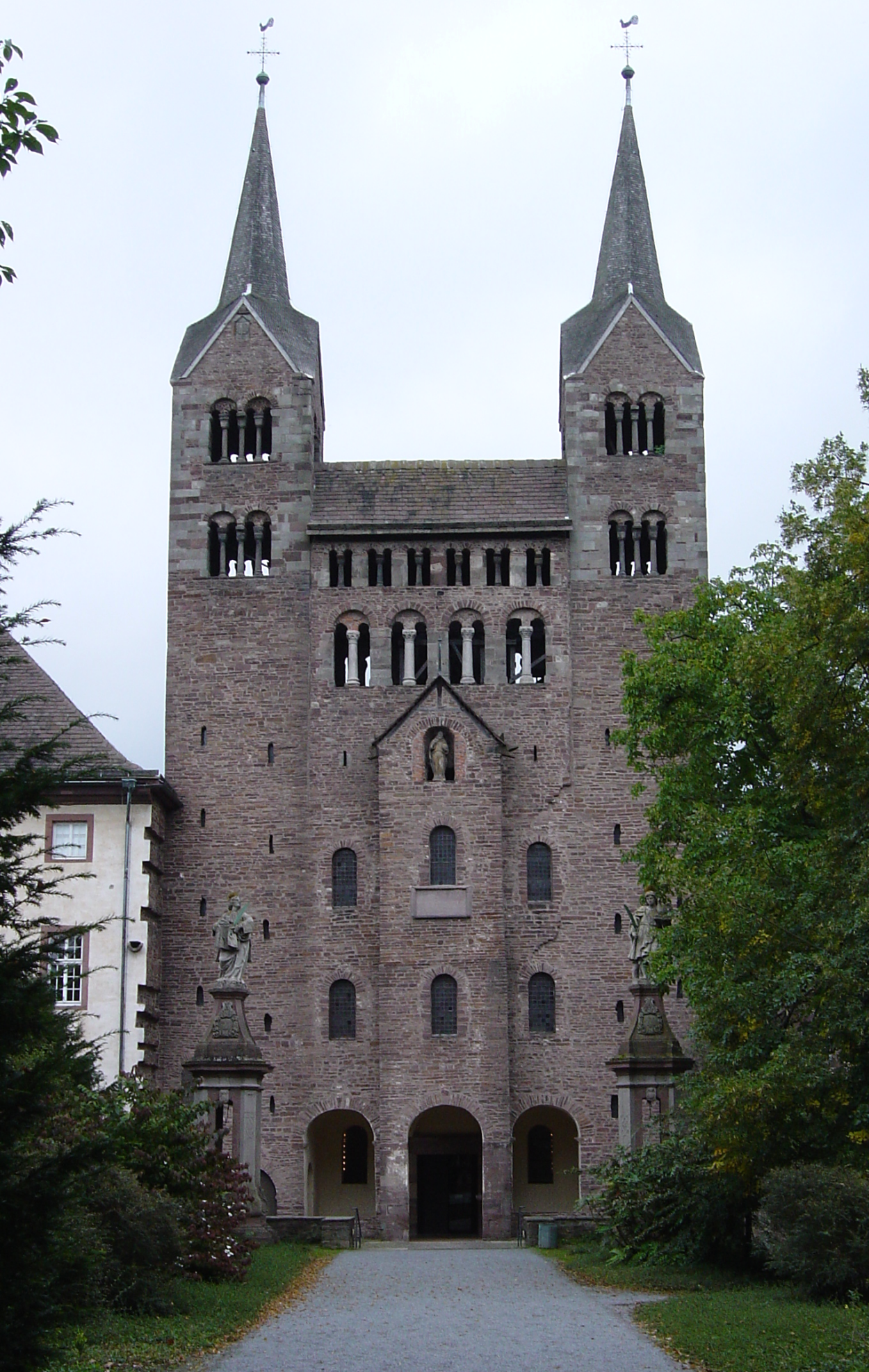
Вестверк абатства (873-85) — найстаріший зі збережених — 2014 року оголошено пам'яткою Світової спадщини

51°46′40″ пн. ш. 9°24′36″ сх. д. / 51.777778° пн. ш. 9.41° сх. д.
Корвейське абатство (нім. Fürstabtei Corvey) — колишнє імперське абатство ордена св. Бенедикта в Німеччині, розташоване на річці Везер, за 2 км на північний схід від міста Гекстер.

## Історія
При заступництві Людовіка Благочестивого монастир заснували в 815 році два онуки Карла Мартелла на ім'я Вала і Аделард, які прибули з Корбійського абатства в Пікардії, заснованого королевою Батильдою. Нижньосаксонську обитель спочатку називали «новим Корбі», потім ця назва видозмінилася в «Корвей». 822 року монастир було переведено на нинішнє місце.
Корвейське абатство знаходилось на одному з найбільш людних шляхів середньовічної Німеччини, Геллвеґе, і тому тут часто бували германські монархи, які обдаровували його привілеями. Зокрема, цей монастир першим на схід від Рейну та на південь від Фризії почав карбувати монети. Монастирська церква св. Петра, що належить до часу останніх Каролінгів, була перебудована за абата Вібальда в середині XII століття. Це одна з найдавніших пам'яток монастирської архітектури на території Центральної Європи.
У середньовіччі Корвейське абатство стало великим культурним центром, де здобули освіту саксонський історик Відукінд Корвейський та місіонер Ансгар, який хрестив скандинавів. Тут був скрипторій, велося літописання (див. Корвейські аннали). Монастирська бібліотека зберігала безцінні рукописи, зокрема п'ять перших книг «Аналів» Тацита (примірник сьогодні втрачений).
З XV століття почався занепад абатства. Проте в 1792 році статус імперського Корвейського абатства був підвищений папою до князівства-єпископства, яке було ліквідовано за наполеонівської секуляризації (1803). Після наполеонівських війн Корвей та його землеволодіння опинилися в руках ландграфів Гессен-Ротенбурзьких, які перебудували будівлі абатства у князівську резиденцію. У 1840 році титул князя Корвейського та герцога Ратиборського отримав принц Віктор Гогенлое-Шиллінгсфюрст — старший брат Хлодвіга фон Гогенлое, майбутнього канцлера Німецької імперії.

## Бібліотека
Знаменита абатська бібліотека давно розпорошена серед різних бібліотек, але «княжа бібліотека» (Fürstliche Bibliothek), аристократична родинна бібліотека, що містить близько 74 000 томів, переважно німецькою, французькою та англійською мовами, після ліквідації бібліотеки абатства близько 1834 року, збереглася в замку. Винятковою особливістю збірки є велика кількість англійських романтичних романів, деякі в унікальних примірниках, оскільки в Британії художню літературу частіше позичали, ніж купували, тож її багато читали в бібліотеках, які мали абонемент. Поет і автор гімна Німеччини Deutschlandlied, Август Генріх Гофман фон Фаллерслебен, працював тут бібліотекарем з 1860 року й до своєї смерті в 1874 році. Похований на церковному цвинтарі.

## Галерея

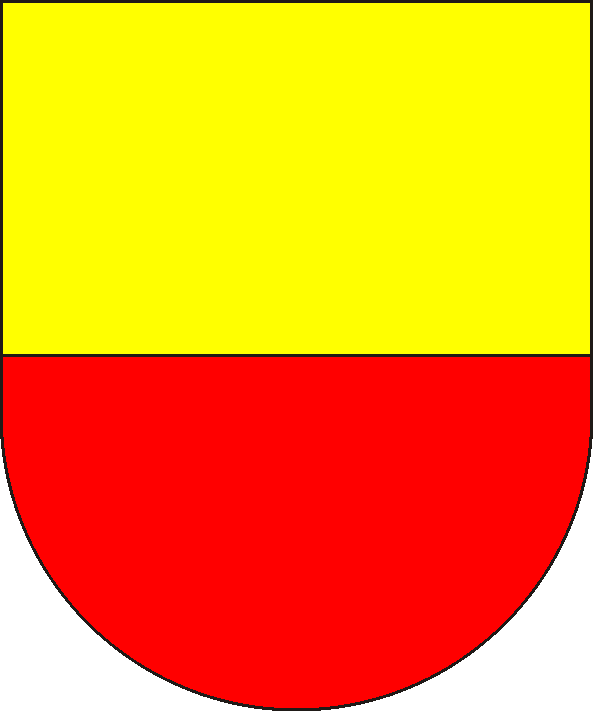
Геральдичні кольори
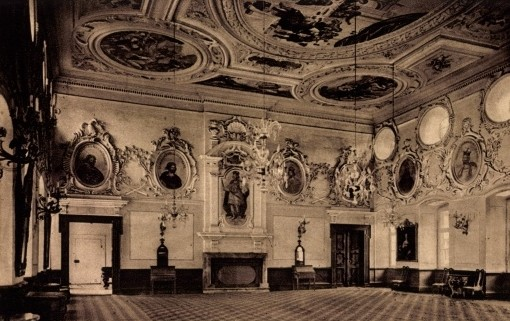
Імператорська зала
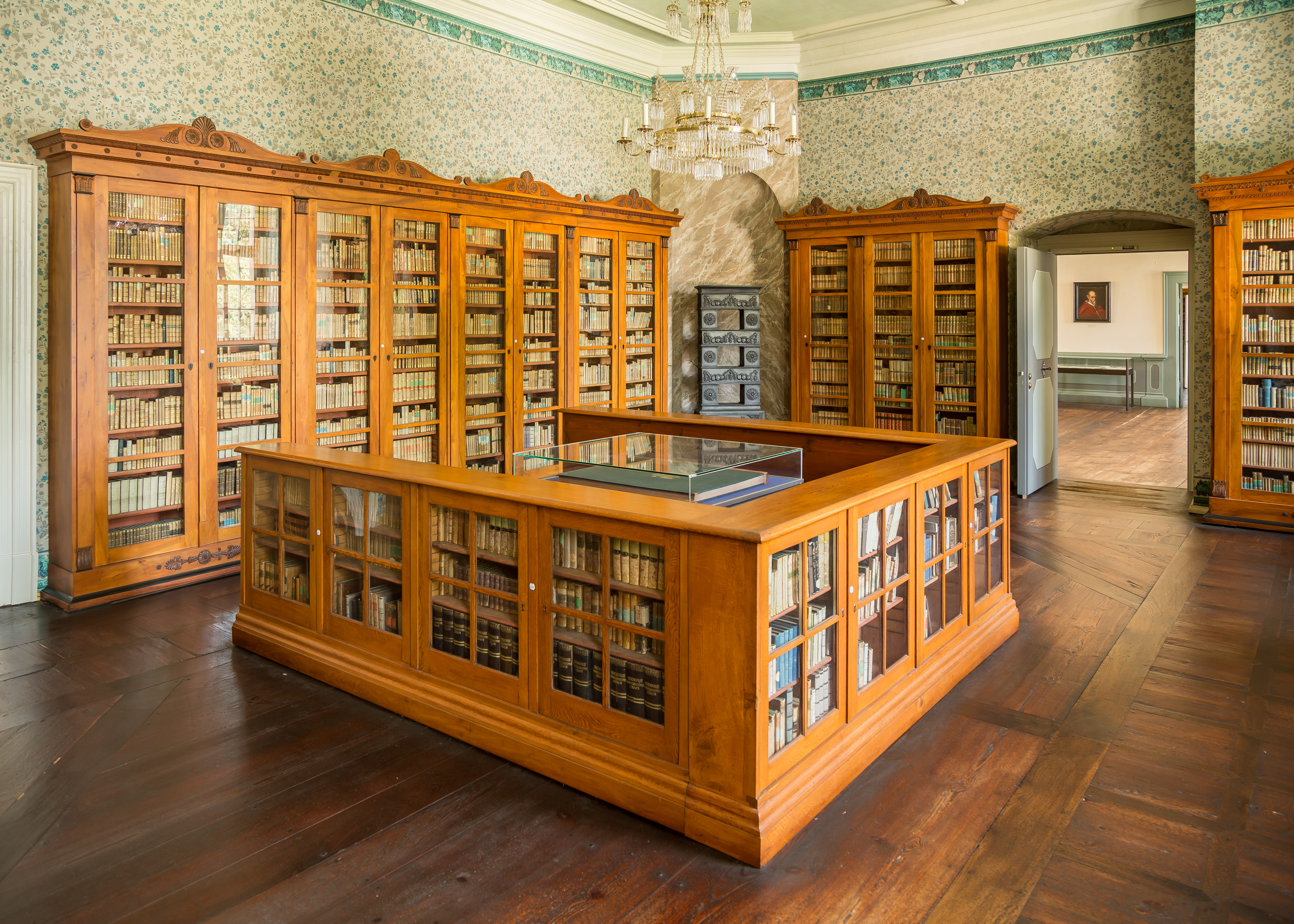
Бібліотека сьогодні
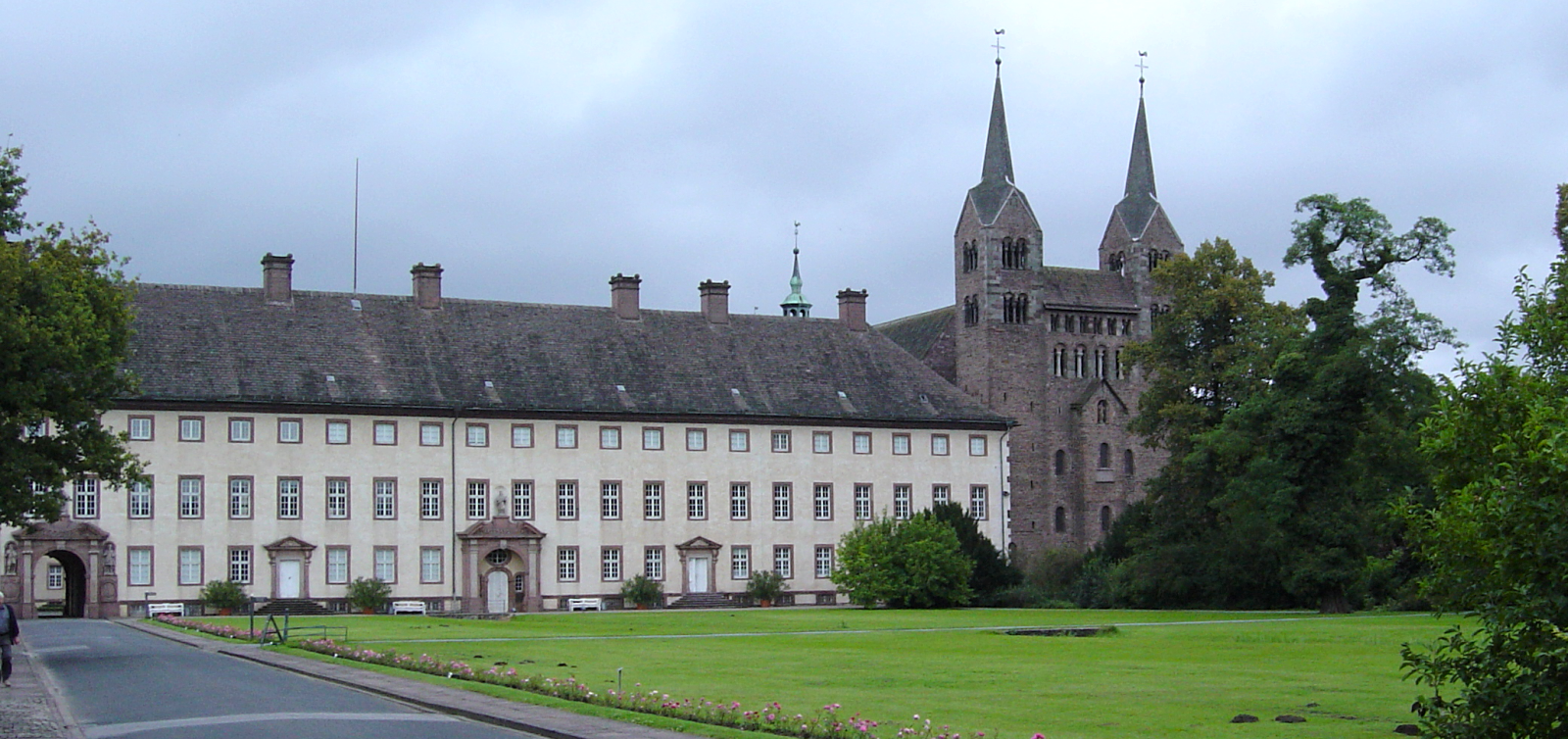
Корвей сьогодні